# Tom Brislin
Tom Brislin est un claviériste, auteur-compositeur, chanteur, producteur et écrivain américain.

## Biographie
Brislin est né au New Jersey dans une famille de musiciens. Il est le plus jeune de ses frères et sœurs. Il joue d'abord du piano à la maison qu'il pratique en rejouant des génériques d'émissions de télévision. Il prend ensuite de véritables cours de musique. Avant de savoir jouer, Brislin dessine des pochettes d'albums et invente des titres de chansons. Une de ses premières influences musicales lui vient de ses sœurs qui écoutent des albums de rock progressif des années 1970 : il découvre les claviéristes Keith Emerson et Rick Wakeman . Dans les années 1980, il s'inspire de la musique de Duran Duran, de The Police et du musicien de jazz Herbie Hancock. 
En 1991, Brislin sort diplômé de l'Immaculata High School à Somerville dans le New Jersey : l'école l'intronise dans son temple de la renommée en 2016. 
Adolescent, Brislin fait partie de plusieurs groupes et fréquente l'université William Paterson (en), où il forme le groupe You Were Spiraling. 
De 1988 à 2001, Brislin effectue sa première tournée de concerts en tant que pianiste de Meat Loaf. Dans les années 1990,il est membre de You Were Spiraling qui se compose au départ d'une « distribution changeante de musiciens locaux » avant de se transformer en un groupe à plein temps. En 2002, Brislin reforme le groupe et le rebaptise Spiraling, suivi de leur premier album, Transmitter. Brislin est le seul auteur-compositeur du groupe. Le groupe tourne pour soutenir They Might Be Giants, Violent Femmes et OK Go.
En 2001, Brislin acquiert une plus grande reconnaissance lorsqu'il est embauché comme claviériste pour le groupe de rock progressif Yes pour leur tournée YesSymphonic. Il devient également connu pour son travail avec Meat Loaf, Debbie Harry et Renaissance. Brislin est l'auteur de 30 Day Keyboard Workout et écrit dans Keyboard Magazine de 2001 à 2014.
Tom Brislin sort son premier album solo, Hurry Up and Smell the Roses en 2012. L'album, que Brislin décrit comme « Cinematic Pop », est écrit, produit, exécuté et enregistré par lui-même. En 2013, l'album sort au Japon sur Powerpop Academy / Thistime Records. Une édition vinyle de l'album est éditée fin 2013 sur le label Plane Groovy.
Au printemps 2014, Brislin est embauché comme professeur de piano à la Swarnabhoomi Academy of Music, une école de musique contemporaine située à l'extérieur de Chennai, en Inde. 
En 2017, Brislin co-forme le supergroupe international The Sea Within .
En décembre 2018, Kansas annonce que Brislin a rejoint le groupe, en remplacement de David Manion. Il y fait ses débuts de claviériste en février 2019.

## Discographie

### Solo
- 2010 When You Told Me Not To Go (single)
- 2011 Steppin' Out (single)
- 2012 Hurry Up and Smell the Roses (album)

### You Were Spiraling
- 1994 You Were Spiraling
- 1997 Hello Recording Club CD
- 1999 Delusions Of Grandeur

### Spiraling
- 2002 Transmitter
- 2004 Challenging Stage (EP)
- 2004 Live in New York City
- 2005 Do You Hear What I Hear? (single)
- 2008 Time Travel Made Easy

### Meat Loaf
- 1999 VH1: Storytellers (CD, DVD, and VHS)
- 1999 Is Nothing Sacred (single)
- 2003 Couldn't Have Said It Better

### Patti Rothberg
- 2001 Candelabra Cadabra
- 2002 Snow Is My Downfall (EP)

### Yes
- 2002 Symphonic Live (DVD and VHS)
- 2002 Magnification (reissue)
- 2009 Symphonic Live (CD)

### Kansas
- 2020 The Absence of Presence

### Participations
- 2000 : Dan Thomas - Dan Thomas (EP)
- 2005 : Camel - Footage II (DVD)
- 2005 : Tony Senatore - Holyland
- 2008 : Joshua Van Ness - DNA
- 2009 : The Syn - Big Sky
- 2009 : Francis Dunnery and The New Progressives - There's a Whole New World Out There
- 2010 : Renaissance - The Mystic and The Muse (EP)
- 2010 : The Tea Club - Rabbit
- 2010 : Camel - The Opening Farewell (DVD)
- 2011 : Josh Kelley - Georgia Clay
- 2015 : The Syn - Live Rosfest
- 2016 : Anderson/Stolt – Invention of Knowledge
- 2018 : The Sea Within - The Sea Within